# Gorsko kolo
Gorsko kolo je kolo, prirejeno posebej za namene gorskega kolesarstva. V primerjavi s kolesi namenjenimi za vožnjo po urejenih površinah ima robustnejše ogrodje in ostale sestavne dele ter širše zračnice z globljim profilom. Sodobna gorska kolesa imajo vzmetenje spredaj, lahko pa tudi zadaj.